# Oza-Cesuras
Oza-Cesuras ist ein Municipio in der autonomen Gemeinschaft Galicien in Spanien. Es gehört der Provinz A Coruña an und entstand am 6. Juni 2013 aus einem Zusammenschluss der Gemeinden Oza dos Ríos und Cesuras. 2024 hatte die Gemeinde 5.151 Einwohner.

## Lage
Oza-Cesuras liegt 35 Kilometer südöstlich von A Coruña.

## Bevölkerungsentwicklung der Gemeinde
Legende: Oza de los Ríos___Cesuras___Oza-Cesuras

Quelle: INE-Archiv – grafische Aufarbeitung für Wikipedia

## Gemeindegliederung
Die Gemeinde Oza-Cesuras ist in 25 Parroquias gegliedert:
| Parroquias            | Patrozinium  | Einwohner 2024 | Fläche km² | Dichte Einw./km² | Höhe msnm | Ortskennzahl |
| --------------------- | ------------ | -------------- | ---------- | ---------------- | --------- | ------------ |
| Bandoxa               | San Martiño  | 159            | 8,00       | 20               | 359       | 15902010000  |
| Borrifáns             | San Pedro    | 218            | 13,70      | 16               | 386       | 15902020000  |
| Bragade               | San Mamede   | 187            | 4,94       | 38               | 399       | 15902030000  |
| Carres                | San Vicenzo  | 115            | 4,11       | 28               | 187       | 15902040000  |
| Cis                   | San Nicolao  | 253            | 6,50       | 39               | 86        | 15902050000  |
| Cuíña                 | Santa María  | 230            | 6,89       | 33               | 105       | 15902060000  |
| Cutián                | Santa María  | 100            | 3,45       | 29               | 88        | 15902070000  |
| Dordaño               | Santa María  | 227            | 8,49       | 27               | 263       | 15902080000  |
| Figueredo             | Santa María  | 38             | 1,90       | 20               | 196       | 15902090000  |
| Filgueira de Barranca | San Pedro    | 103            | 6,42       | 16               | 369       | 15902100000  |
| Filgueira de Traba    | San Miguel   | 112            | 7,01       | 16               | 338       | 15902110000  |
| Loureda               | Santo Estevo | 102            | 5,89       | 17               | 250       | 15902120000  |
| Mandaio               | San Xiao     | 230            | 5,56       | 41               | 148       | 15902130000  |
| Mondoi                | Santa Cruz   | 223            | 1,94       | 115              | 165       | 15902140000  |
| Oza                   | San Pedro    | 669            | 4,70       | 142              | 184       | 15902150000  |
| Paderne               | Santiago     | 84             | 4,19       | 20               | 254       | 15902160000  |
| Parada                | Santo Estevo | 323            | 2,59       | 125              | 177       | 15902170000  |
| Porzomillos           | San Pedro    | 415            | 4,16       | 100              | 204       | 15902180000  |
| Probaos               | Santaia      | 230            | 6,24       | 37               | 239       | 15902190000  |
| Reboredo              | Santiago     | 121            | 4,16       | 29               | 215       | 15902200000  |
| A Regueira            | Santa María  | 225            | 8,31       | 27               | 242       | 15902210000  |
| Rodeiro               | Santa María  | 264            | 20,84      | 13               | 323       | 15902220000  |
| Salto                 | San Tomé     | 360            | 2,39       | 151              | 193       | 15902230000  |
| Trasanquelos          | San Salvador | 196            | 7,98       | 25               | 253       | 15902240000  |
| Vivente               | Santo Estevo | 19             | 1,18       | 16               | 119       | 15902250000  |

## Wirtschaft
| Ackerbau, Viehzucht und Fischerei                                                  | 0152  | 07,36  |
| Industrie                                                                          | 0315  | 015,25 |
| Bauwirtschaft                                                                      | 0220  | 010,65 |
| Dienstleistungsbetriebe                                                            | 1.379 | 066,75 |
| Total                                                                              | 2.066 | 100,00 |
| * Daten aus dem Statistischen Amt für Wirtschaftliche Entwicklung in Galicien, IGE |       |        |